# Kybos strobli
Kybos strobli är en insektsart som först beskrevs av Wagner 1949.  Kybos strobli ingår i släktet Kybos och familjen dvärgstritar. Inga underarter finns listade i Catalogue of Life.